# Château de Rochebonne (Saint-Martin-de-Valamas)
Les ruines du château de Rochebonne (aussi nommé Roche Bonne) se situent sur la commune française de Saint-Martin-de-Valamas dans le département de l'Ardèche.

## Localisation
Le château de Rochebonne est situé en Ardèche, dans la haute vallée de l'Eyrieux, région appelée les Boutières. Il ne reste aujourd'hui que des vestiges de ce château fort, perché sur un promontoire granitique dominant la rive gauche de l'Eyrieux, à 850 mètres d'altitude et à trois kilomètres à vol d'oiseau du village de Saint-Martin-de-Valamas.

## Historique
Le château a été construit probablement au XIe siècle. Il est difficile de dire jusqu'à quand il a été habité, mais on peut supposer que ce fut avant 1734, date à laquelle le curé de Saint-Martin-de-Valamas le déclare en ruine. Le château a été détérioré pendant les guerres de Religion car il fut pris en 1577 et en 1580 par les protestants.

## Description
Le château est composé d'un donjon de six mètres de base, perché au sommet d'un piton rocheux. On distingue des meurtrières sur sa face Nord et Est. En contrebas subsistent les restes de 3 logis résidentiels dont un grand logis central du XVe siècle, et le mur Sud d'une tour quadrangulaire percé de trois fenêtres superposées qui correspondent à trois étages habitables. On peut apercevoir d'autre pans de mur ainsi que les traces de deux cheminées. Plus à l'Ouest subsistent les vestiges des communs.

## Sauvegarde de l'existant
L'association "Les Amis de Rochebonne" créée en août 1980 s'est donné pour but principal de sauvegarder les vestiges de ce château emblématique des Boutières en commanditant des chantiers de restauration. Un dixième chantier est prévu en 2023.

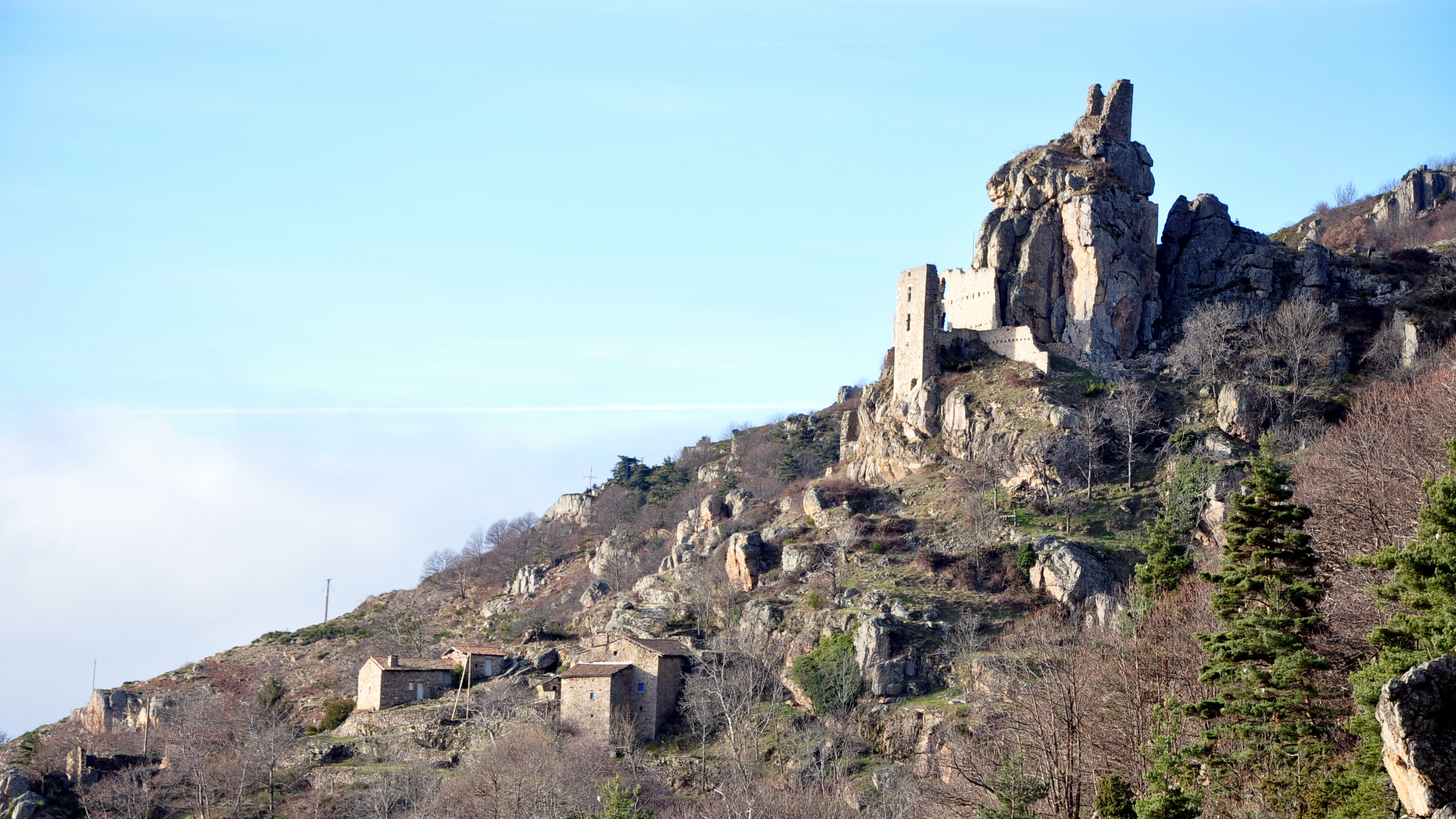
Château de Rochebonne depuis Latte.
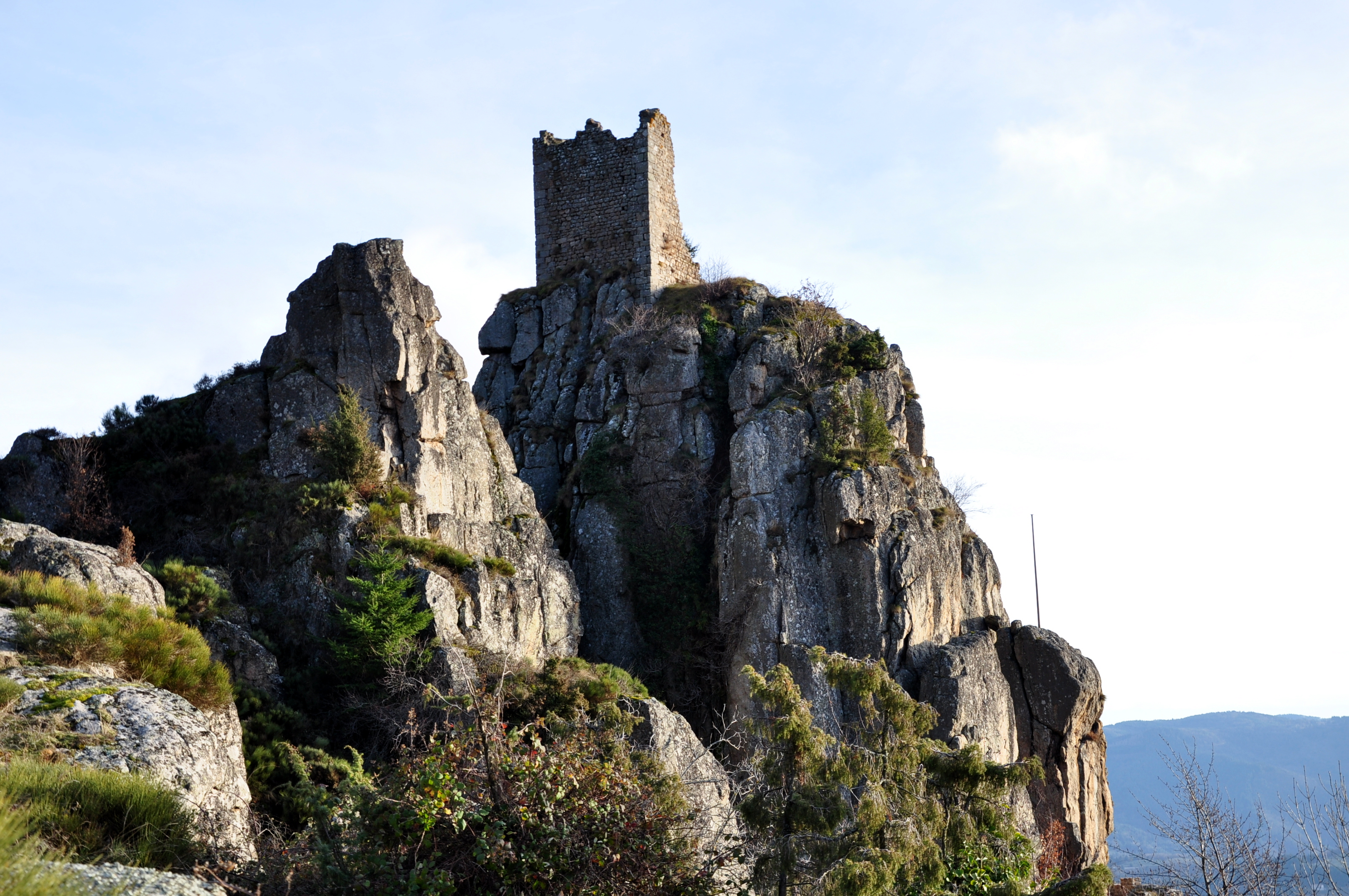
Château de Rochebonne depuis le GR 420A.
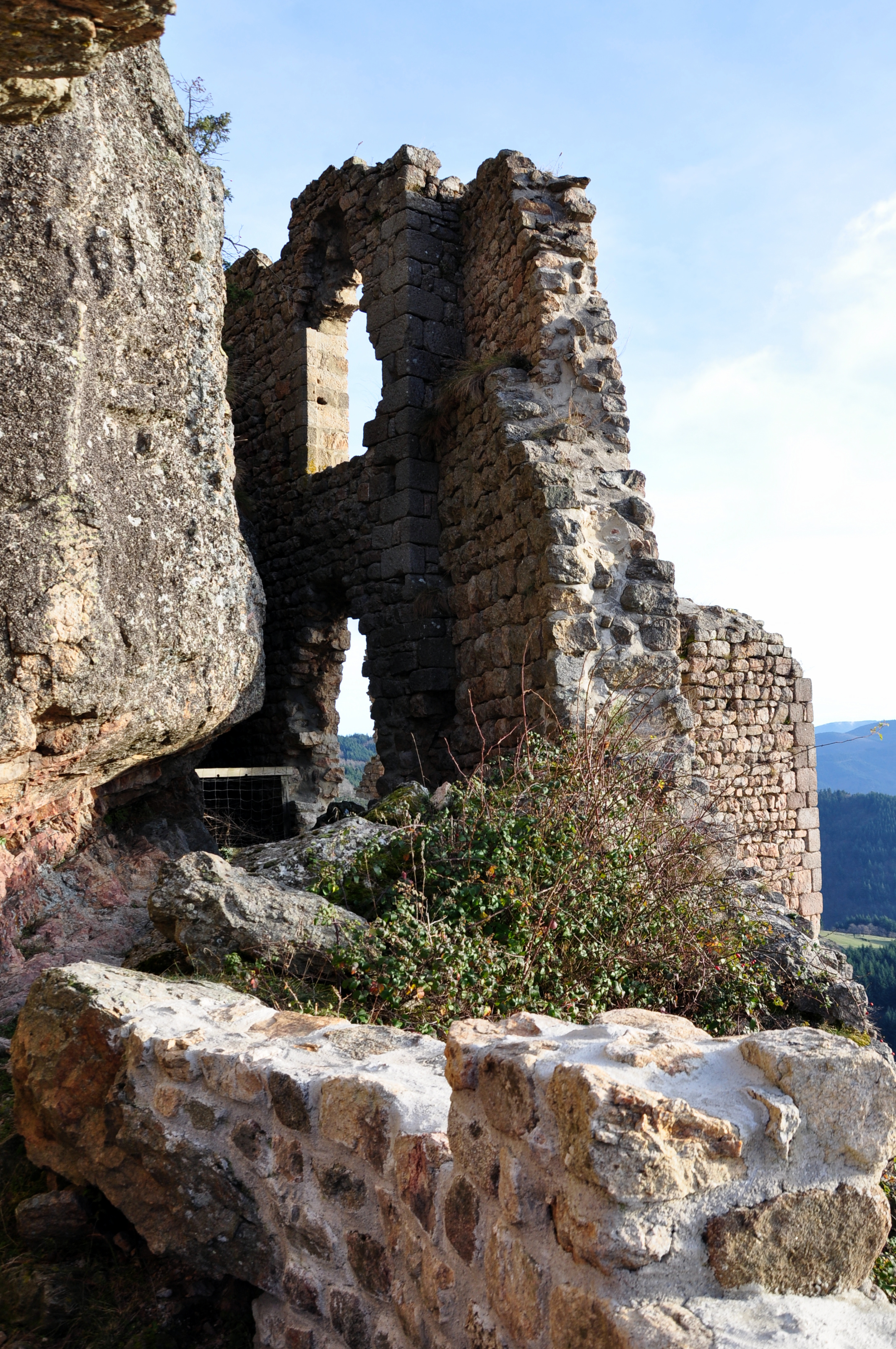
Couloir du château de Rochebonne.
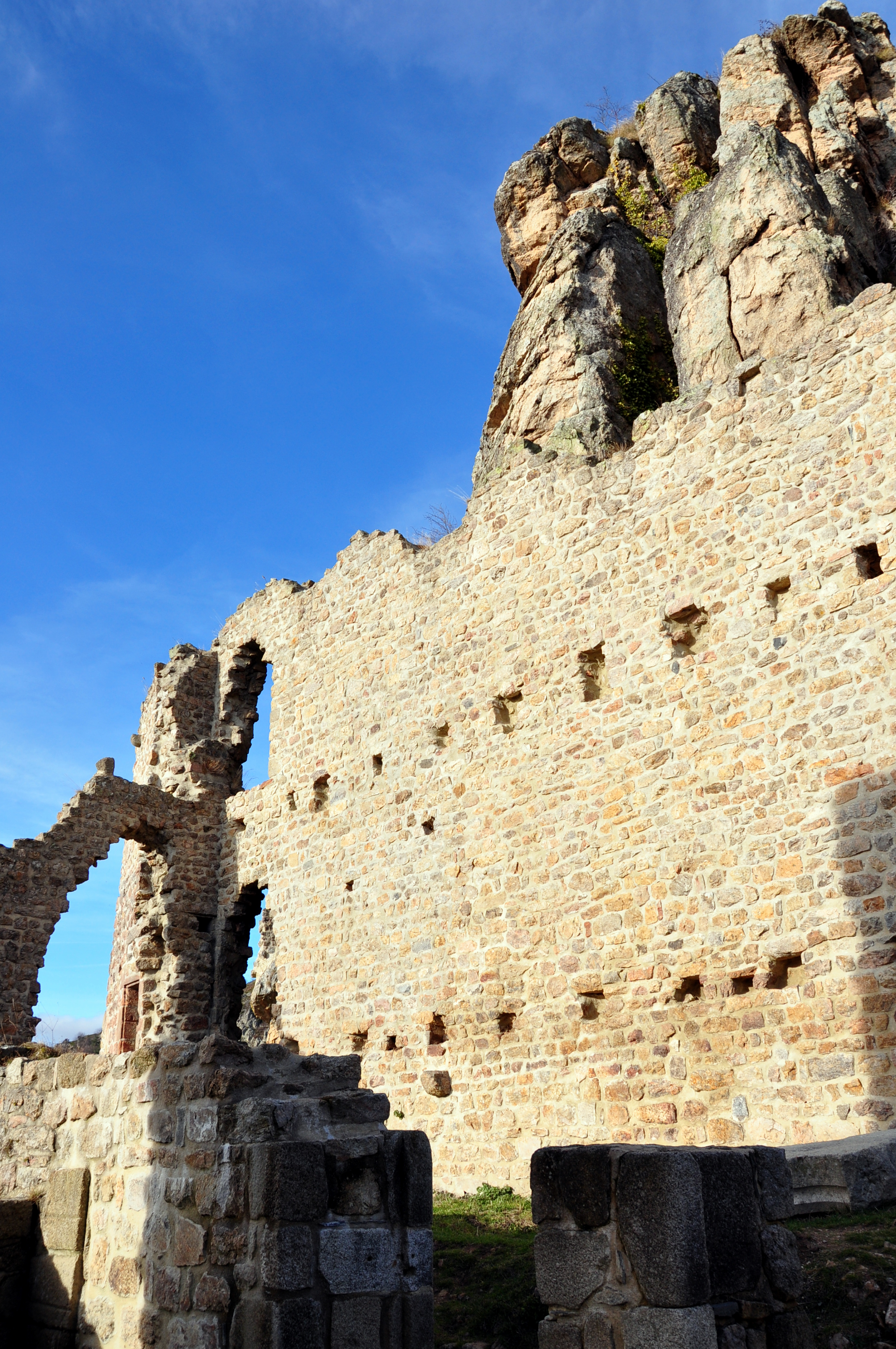
Salle du château de Rochebonne.
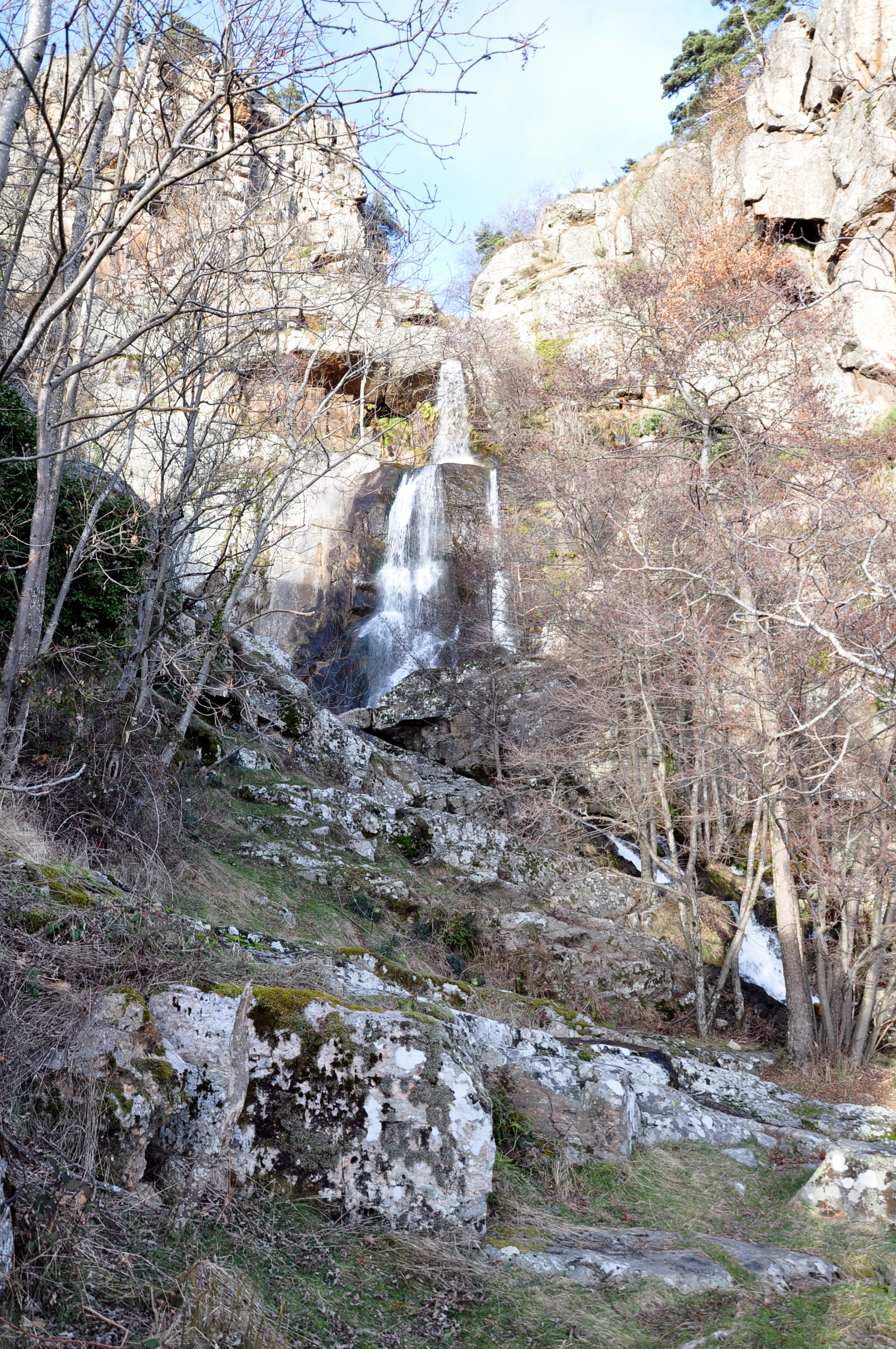
Ruisseau du Devès (château de Rochebonne).